# Lotyšský fotbalový pohár
Lotyšský fotbalový pohár (lotyšsky Latvijas kauss futbolā) je pohárová vyřazovací soutěž v lotyšském fotbale. Hraje se od roku 1937.

V letech 1940–1991 v rámci Sovětského svazu šlo o Pohár Lotyšské sovětské socialistické republiky, který sloužil jako kvalifikační turnaj pro hlavní soutěž – sovětský fotbalový pohár.

## Přehled vítězů od získání nezávislosti v roce 1991
Zdroj:
- 1992 : Skonto FC
- 1993 : RAF Jelgava
- 1994 : Olimpija Rīga
- 1995 : Skonto FC
- 1996 : RAF Jelgava
- 1997 : Skonto FC
- 1998 : Skonto FC
- 1999 : FK Rīga
- 1900 : Skonto FC
- 2001 : Skonto FC
- 2002 : Skonto FC
- 2003 : FK Ventspils
- 2004 : FK Ventspils
- 2005 : FK Ventspils
- 2006 : FHK Liepājas Metalurgs
- 2007 : FK Ventspils
- 2008 : FC Daugava Daugavpils
- 2009/10 : FK Jelgava
- 2010/11 : FK Ventspils
- 2011/12 : Skonto FC
- 2012/13 : FK Ventspils
- 2013/14 : FK Jelgava
- 2014/15 : FK Jelgava[2]
- 2015/16 : FK Jelgava
- 2016/17 : FK Ventspils
- 2017 : FK Liepāja
- 2018 : Riga FC
- 2019 : FK RFS
- 2020 : FK Liepāja
- 2021 : FK RFS
- 2022 : FK Auda
- 2023 : Riga FC
- 2024 : FK RFS